# Беспятых, Юрий Николаевич
Ю́рий Никола́евич Беспя́тых (6 июня 1949; д. Круглята, Макарьевский район, Кировская область, СССР — 3 июля 2021; Санкт-Петербург, Россия) — советский и российский историк, филолог и переводчик, доктор исторических наук. Ведущий научный сотрудник группы источниковедения Санкт-Петербургского института истории РАН.
Специалист по истории России XVIII века, истории Санкт-Петербурга, истории скандинавских стран, источниковедению и российско-западноевропейским связям.

## Биография
Окончил с медалью школу в пос. Даровской Кировской области. В 1966 году поступил на филологический факультет Ленинградского государственного университета, на кафедру скандинавской филологии, который окончил в 1971 году.
В 1975—1976 годах — старший инженер отдела научно-технической информации Ленинградского зонального научно-исследовательского и проектного института типового и экспериментального проектирования жилых и общественных зданий Государственного комитета по гражданскому строительству и архитектуре при Госстрое СССР.
С декабря 1976 по декабрь 1979 года обучался в аспирантуре Ленинградского отделения Института истории СССР АН СССР (с 1992 — Санкт-Петербургский филиал Института российской истории РАН, с 2000 — Санкт-Петербургский институт истории РАН), научный руководитель — И. П. Шаскольский. С января 1980 года — сотрудник ЛОИИ СССР АН СССР, исполнял обязанности учёного секретаря (до 1984) сектора истории СССР периода феодализма. В том же 1980 году защитил диссертацию на соискание учёной степени кандидата исторических наук по теме «Россия и Финляндия во время Северной войны», и в том же году занял должность младшего научного сотрудника сектора истории СССР периода феодализма. С июля 1986 года — научный сотрудник; с мая 1989 — старший научный сотрудник того же отдела. С того же 1989 года преподавал историю скандинавских стран на Филологическом факультете СПбГУ.
В 1990 году защитил докторскую диссертацию по теме «Западноевропейские источники по истории России первой четверти XVIII в.: (Ч. Уитворт, Г. Грунд, Л. Ю. Эренмальм)». С декабря 1992 года — ведущий научный сотрудник отдела древней истории России; с февраля 1994 — заведующий отделом источниковедения и архивом. В 1994—1997 годах — член Учёного совета СПбФ ИРИ РАН; с 1995 — член Диссертационного совета (Д 002.200.01) СПбИИ РАН. С октября 1997 года — ведущий научный сотрудник отдела источниковедения и архива; с января 2011 — ведущий научный сотрудник группы источниковедения.
Умер 3 июля 2021 года в Санкт-Петербурге. Был похоронен на Волковском православном кладбище.

## Научная деятельность
Основными научными направлениями Ю. Н. Беспятых являлись источниковедение, петербурговедение и социально-политическая история России Нового времени. При изучении исторических источников, истории Санкт-Петербурга и истории России он органично сочетал методы и подходы исторических и филологических научных дисциплин. Ю. Н. Беспятых был введён в научный оборот ряд переведённых на русский язык записок, дневников и мемуаров иностранных путешественников и дипломатов, которые активно используются исследователями истории Санкт-Петербурга времён Петра I и Анны Иоанновны.
В 2019 году к 70-летию со дня рождения Ю. Н. Беспятых был приурочен 5-й выпуск сборника статей «Труды Санкт-Петербургского института истории РАН» (фестшрифт). Также, к 70-летнему юбилею Ю. Н. Беспятых 6 июня того же года сотрудниками Санкт-Петербургского института истории РАН была подготовлена выставка его научных трудов.

## Награды
- Анциферовская премия (1998) — в номинации «Лучшие научно-исследовательские работы» за публикацию «Петербург Анны Иоанновны в иностранных описаниях»[5][6].
- Премия имени Е. В. Тарле Санкт-Петербургского научного центра РАН (2021) — за выдающиеся научные результаты в области изучения связей России и Европы в XVIII веке[7][8].